# Station Baarle-Nassau
Station Baarle-Nassau is een voormalig spoorwegstation in Baarle aan de spoorlijn Tilburg - Turnhout. Het langgerekte stationsgebouw heeft dezelfde architectuur als de andere spoorwegstations die aan de spoorlijn waren gevestigd. Met dit verschil, dat op dit station ook douanelokalen aanwezig waren. Het station heeft dienstgedaan als spoorwegstation tot 1934.
Nadat het spoorwegstation deze functie verloor, heeft het wel andere functies bekleed. Zo was het een puddingfabriek en was het een bowlingbaan. Voor het bowlingcentrum is er een stuk aangebouwd, zodat een bowlingbaan kon worden toegevoegd. Desondanks geniet het station sinds 2002 de status van Rijksmonument. Na een brand is het stationsgebouw gerestaureerd. Daarin is sinds 2006 een wokrestaurant gevestigd.
3,7: Ramsel ·
6,7: Westmeerbeek ·
7,8: Hulshout ·
9,9: Heultje ·
14,1: Noorderwijk-Morkhoven ·
15,8: Schravenhage ·
22,0: Herentals ·
27,9: Lichtaart ·
31,3: Tielen ·
39,4: Turnhout ·
48,3: Weelde-Merksplas ·
49,0: Baarle-Nassau Grens ·
53,7: Baarle-Nassau ·
58,3: Alphen ·
65,4: Riel ·
71,9: Tilburg Universiteit ·
75,2: Tilburg